# بل ایر (مریلند)
بل ایر (به انگلیسی: Bel Air) شهری در ایالت مریلند کشور ایالات متحده آمریکا است که جمعیت آن در سرشماری سال ۲۰۱۰ میلادی، ۱٬۲۵۸ نفر بوده‌است.